# Samos (gebouw)
Samos is een gebouw met 87 woningen in Amsterdam-Oost; het wordt in de volksmond De Tweeling genoemd.
Het is een van de grootste gebouwen in de buurt aan de noordelijke rand van het Amsterdam Science Park. Het is ontworpen door 24H Architecten, waar destijds Maartje Lammers en Boris Zeisser een architectenduo vormden. Het gebouw staat ingeklemd tussen de Ringvaart van de Watergraafsmeer en de Carolina MacGillavrylaan.
Het architectenduo kwam twee L-vormige gebouwen, die door middel van een plint contact hebben. Die plinten van beide toren sluiten hier niet op elkaar aan, maar zijn gestapeld. Dit geeft het resultaat dat de oostelijke flat geheel op de grond staat; de woontoren van de westelijke flat heeft als begane grond een open ruimte. Dat laatste resulteerde in een doorkijk van de laaggelegen polder naar de hooggelegen ringdijk. Ook de oostelijke toren heeft een dergelijke doorkijk maar dan in de hoedanigheid van een hal/doorgang. De flat is deels in het dijklichaam gebouwd, waardoor er in een driedimensionale paalfundering moest worden voorzien (niet alleen van boven naar beneden en van links naar rechts, maar ook schuin de grond in).  
Het heeft ten opzichte van andere gebouwen in de directe omgeving een groot bouwvolume. Dit had tot gevolg dat het architectenduo aanpassingen in verband met zonlicht, geluidshinder (er ligt rangeerterrein Watergraafsmeer in de omgeving) en gevelisolatie moesten doorvoeren. Beide torens (een van veertien en een van zeventien verdiepingen) hebben een licht glooiende overstek meegekregen, waardoor op de hoger gelegen verdiepingen een luchtspouw ter isolatie kon worden toegepast. Het gebouw valt niet alleen door haar grootte op. De gevels bestaan uit een onregelmatig patroon van 80.000 Braziliaanse natuurleien, ramen en balkons. De natuurleien verschieten daarmee van onderaf van bruin naar grijs; het wordt omschreven als zijnde "langzaam opgaand in de lucht". Per lei moesten in verband met windkracht meerdere bevestigingen (nagels, haken en schroeven) aangebracht worden. Verticaal lopende houten strips (sierstijlen) lijken het gebouw enigszins kleiner te maken. Om de wind niet in te grote vlakken op te vangen zijn bijvoorbeeld perforaties aangebracht in de balkons. 
Het gebouw werd juni 2012 opgeleverd en in 2013 genomineerd voor de nieuwbouwprijs.

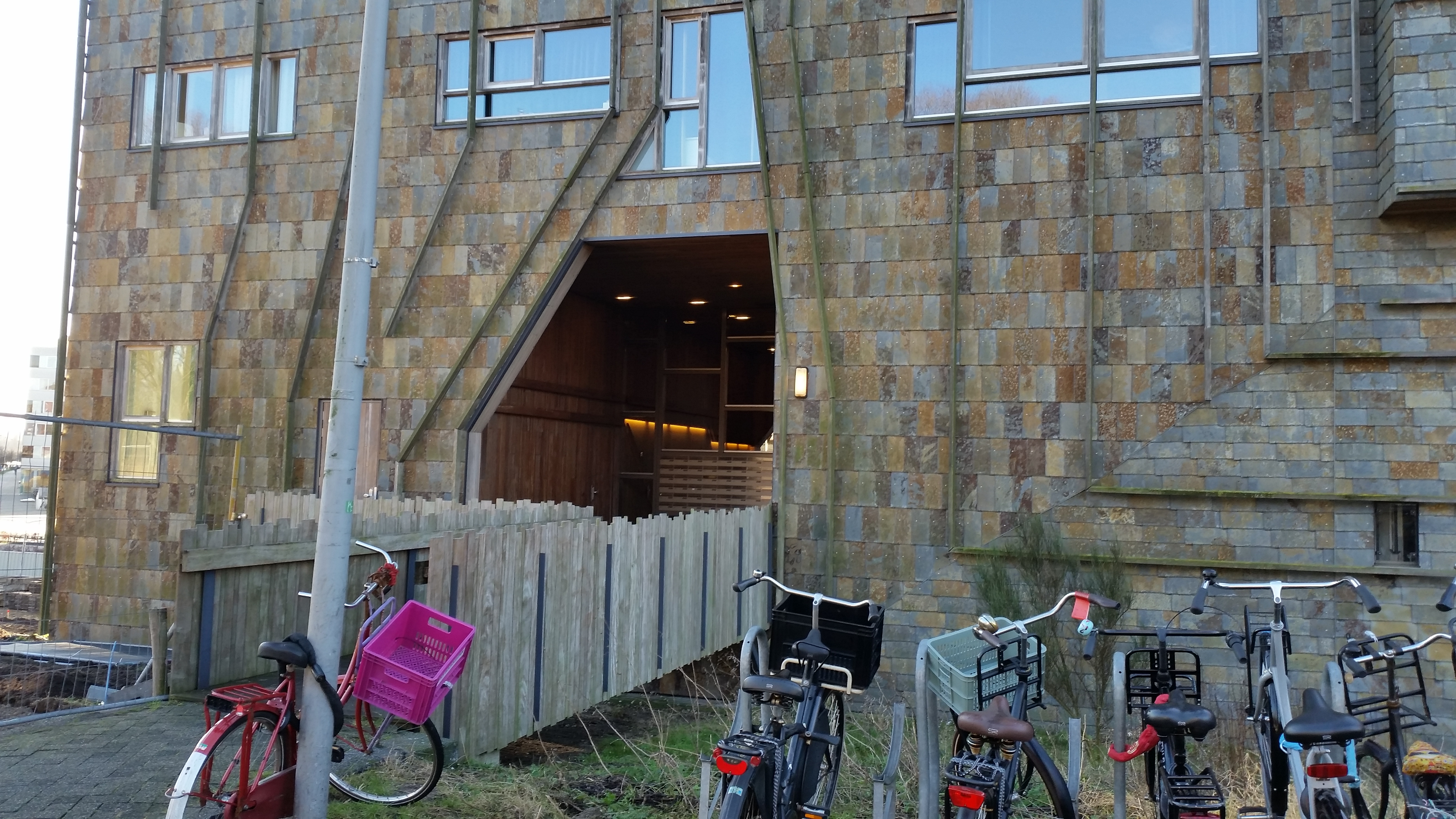
Samos met leien, onregelmatige raampartijen, houten sierstijlen (februari 2019)